# Ignatius Camillus William Mary Peter Persico
Ignatius Camillus William Mary Peter Persico O.F.M.Cap., italijanski rimskokatoliški duhovnik, škof in kardinal, * 30. januar 1823, Neapelj, † 7. december 1895.

## Življenjepis
25. aprila 1839 je podal redovne zaobljube pri kapucinih in 24. januarja 1846 je prejel duhovniško posvečenje.
8. marca 1854 je bil imenovan za naslovnega škofa Gratianopolisa in za pomočnika apostolskega vikarja Bombaja; 4. junija istega leta je prejel škofovsko posvečenje.
Med letoma 1856 in 1860 je bil apostolski vikar Tibeta.
11. marca 1870 je postal škof Savannahe.
20. junija 1874 je bil imenovan za škofa pomočnika Aquine, Sore in Pontecorve; škofovski položaj je nasledil 26. marca 1879.
14. marca 1887 je bil imenovan za naslovnega nadškofa Tamiathisa in postal je uradnik v Rimski kuriji.
20. marca 1889 je postal tajnik Kongregacije za vzhodne cerkve in 13. junija 1891 tajnik Kongregacije za propagando vere.
16. januarja 1893 je bil povzdignjen v kardinala in imenovan za kardinal-duhovnika S. Pietro in Vincoli.
30. maja 1893 je postal prefekt Kongregacije za odpustke in relikvije.